# Hysteronaevia fimbriata
Hysteronaevia fimbriata är en svampart som beskrevs av Dennis & Spooner 1993. Hysteronaevia fimbriata ingår i släktet Hysteronaevia, ordningen disksvampar, klassen Leotiomycetes, divisionen sporsäcksvampar och riket svampar.   Inga underarter finns listade i Catalogue of Life.